# Іст-Сан-Габріел (Каліфорнія)
Іст-Сан-Габріел (англ. East San Gabriel) — переписна місцевість (CDP) в США, в окрузі Лос-Анджелес штату Каліфорнія. Населення — 22 769 осіб (2020).

## Географія
Іст-Сан-Габріел розташований за координатами 34°7′11″ пн. ш. 118°4′49″ зх. д. / 34.11972° пн. ш. 118.08028° зх. д. (34.119637, -118.080242).  За даними Бюро перепису населення США в 2010 році переписна місцевість мала площу 4,08 км², з яких 4,04 км² — суходіл та 0,04 км² — водойми.

## Демографія
Згідно з переписом 2010 року, у переписній місцевості мешкали 14 874 особи в 5134 домогосподарствах у складі 3834 родин. Густота населення становила 3646 осіб/км².  Було 5365 помешкань (1315/км²).
Расовий склад населення:
| - 49,9 % — азіатів - 33,9 % — білих - 1,6 % — чорних або афроамериканців - 0,4 % — корінних американців - 10,8 % — осіб інших рас |

До двох чи більше рас належало 3,4 %. Частка іспаномовних становила 24,9 % від усіх жителів.
За віковим діапазоном населення розподілялося таким чином: 21,9 % — особи молодші 18 років, 64,5 % — особи у віці 18—64 років, 13,6 % — особи у віці 65 років та старші. Медіана віку мешканця становила 40,2 року. На 100 осіб жіночої статі у переписній місцевості припадало 94,0 чоловіків;  на 100 жінок у віці від 18 років та старших — 90,3 чоловіків також старших 18 років.
Середній дохід на одне домашнє господарство  становив 90 749 доларів США (медіана — 65 833), а середній дохід на одну сім'ю — 101 502 долари (медіана — 78 138). Медіана доходів становила 52 269 доларів для чоловіків та 46 607 доларів для жінок. За межею бідності перебувало 11,1 % осіб, у тому числі 12,7 % дітей у віці до 18 років та 10,7 % осіб у віці 65 років та старших.
Цивільне працевлаштоване населення становило 7656 осіб. Основні галузі зайнятості: освіта, охорона здоров'я та соціальна допомога — 26,9 %, роздрібна торгівля — 11,6 %, науковці, спеціалісти, менеджери — 11,2 %.